# Кючюк и Беюг казан
Светилищният комплекс в местностите Голям Казан (Кючюк казан) и Малък Казан (Беюг казан) се намира край махала Бъз на село Равен, (Община Момчилград). Двете местности представляват каньони, които са оформени от водната ерозия на течащата през тях река Казан дере. Комплексът има визуална връзка със светилищния комплекс при селоТатул.

## Описание и особености
Голям казан се намира в малка котловина по стръмен склон към брега на реката. На това място малък ручей образува вир с кристално чисти води. На двата му срещуположни бряга, една срещу друга, стърчат отвесни скали. Върху едната скала се наблюдават изсечени трапецовидни ниши – 24 на брой, а втората скала има зооморфна форма напомняща на лисича глава. Прф.Ана Радунчева предполага, че намиращият се в центъра на скалите вир е играл важна роля за избирането на мястото за свещено. В подножието на скалата с нишите е открита керамика от късния Енеолит. Радунчева смята, че въпреки че мястото не е изследвано посредством археологически разкопки, съществуват обстоятелства, показващи принадлежността на скалите и водоема към по-голям светилищен комплекс – край село Равен са разположени Адам кая, пещерата Ин кая и две скални гробници.